# Токара
Тока́ра (яп. 吐噶喇列島) — группа  островов в Тихом океане, принадлежащие Японии. Являются частью островов Рюкю (Нансей). Расположены между островами Осуми и Амами. Отделены от островов Осуми проливом Токара, который соединяет Восточно-Китайское море с Тихим океаном. На островах находится село Тосима. Административно острова относятся к префектуре Кагосима.